# Dicranomyia nullanulla
Dicranomyia nullanulla är en tvåvingeart. Dicranomyia nullanulla ingår i släktet Dicranomyia och familjen småharkrankar.

## Underarter
Arten delas in i följande underarter:
- D. n. mendolo
- D. n. nullanulla
- D. n. pita